# Schakels in een ketting
Schakels in een ketting, zes symfonische schetsen voor orkest is een compositie van Nikolaj Mjaskovski uit 1944. Het is een arrangement van eigen werk. Gedurende zijn studies aan het Conservatorium van Sint-Petersburg met Anatoli Ljadov en Nikolai Rimski-Korsakov schreef Mjaskovski een aantal korte werken voor piano; we spreken dan over de jaren 1908-1912. In 1944 orkestreerde hij een aantal van die werken en bundelde ze onder de titel Schakels in een ketting. Behalve dat de werkjes dus samengebundeld zijn, kan de titel ook verwijzen naar het feit dat de werkjes uit 1908-1912 in zijn toenmalige stijl zijn omgezet naar werkjes met een orkestratie van 30 jaar later. De muziek doet erg aan die van Ljadov denken, sprookjesachtig, feeëriek.

## Delen
1. Introductie; Largo pesante (Введение)
2. Herinnering aan de dans; Allegretto grazioso (Воспоминание о танце)
3. Dithyramb; Andante non tasito (Дифирамб )
4. Herinnering; Larghetto e rubato (Раздумье)
5. Kalmeren; Andante cantabile (Успокоение)
6. Optocht; Allegro non troppo (Шествие)